# 4076 Dörffel
4076 Dörffel è un asteroide della fascia principale. Scoperto nel 1982, presenta un'orbita caratterizzata da un semiasse maggiore pari a 2,8512590 UA e da un'eccentricità di 0,0713973, inclinata di 1,35889° rispetto all'eclittica.
L'asteroide è dedicato all'astronomo Georg Samuel Dörffel.